# П'єр-Нарсісс Герен
П'єр-Нарсісс, барон Герен (фр. Pierre-Narcisse Guérin; 13 березня 1774, Париж, Франція — 6 липня 1833, Рим, Папська держава) — французький художник.

## Біографія
Був учнем Жана-Батиста Реньо, виграв один із трьох гран-прі, запропонованих у 1796 році. У 1799 році його картина «Марк Секст» (Лувр) була виставлена в Салоні і викликала шалений ентузіазм. Частково це було пов'язано з об'єктом — жертвою заборони Сулли, який повернувся до Риму, щоб знайти свою дружину мертвою та свій будинок у траурі — в якому було знайдено натяк на потрясіння Французької революції.
З цієї нагоди Герен був публічно коронований президентом Інституту, і він поїхав до Риму для навчання під керівництвом Жозефа-Бенуа Сюве. У 1800 році, не маючи змоги залишатися в Римі через стан здоров'я, він поїхав до Неаполя, де написав картину «Пастухи в гробниці Амінти». У 1802 році Герен створив «„Федру“» та «„Іпполіта“» (Лувр); в 1810 році, після повернення в Париж, він знову досяг великого успіху з Андромахою і Пірром (Лувр); і в тому ж році виставив також «Аврора і Кефал» (Пушкінський музей) та «Бонапарт і повстанці Каїру» (Версаль). Ці картини відповідали популярним смакам Першої імперії, будучи надзвичайно мелодраматичними та помпезними.
Реставрація принесла Герену нові почесті; він отримав від першого консула в 1803 році хрест Почесного легіону, а в 1815 році Людовик XVIII названий Академією витончених мистецтв. Його стиль змінився відповідно до народного смаку. У «Енеї, що розповідає про Дідону про катастрофи Трої» (Лувр), Герен прийняв більш чуттєвий, мальовничий стиль.
Герену було доручено намалювати для церкви Сен-Мадлен сцену з історії Святого Людовика, але стан здоров'я завадив йому завершити розпочате, і в 1822 році він прийняв посаду директора Французької академії в Римі, від якої відмовився в 1816 році. Повернувшись до Парижа в 1828 році, Герен, який раніше був удостоєний кавалера ордена Святого Мішеля, отримав нобілізацію. Тепер він намагався завершити "Пірра і Пріама ", роботу, яку він розпочав у Римі, але марно; його здоров'я остаточно підірвалося, і в надії на покращення він повернувся до Італії з Горацієм Верне. Невдовзі після прибуття до Риму барон Герен помер 6 липня 1833 року і був похований у церкві Трініта- дей- Монті поруч із Клодом Лорреном.
Героїчний портрет роботи Герена висить у базиліці Національного храму Успіння Пресвятої Діви Марії в Балтиморі.

## Учні
Багато художників навчалися у Герена, серед них Ежен Делакруа, Теодор Жеріко, Арі та Хендрік Шеффер.

## Галерея

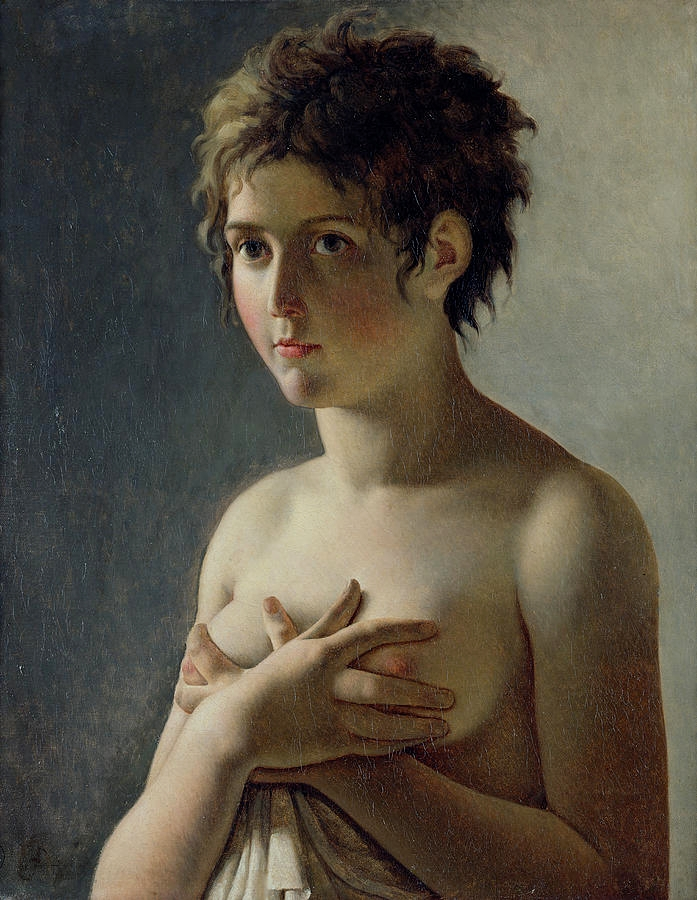
Бюст молодої дівчини (1794), Лувр
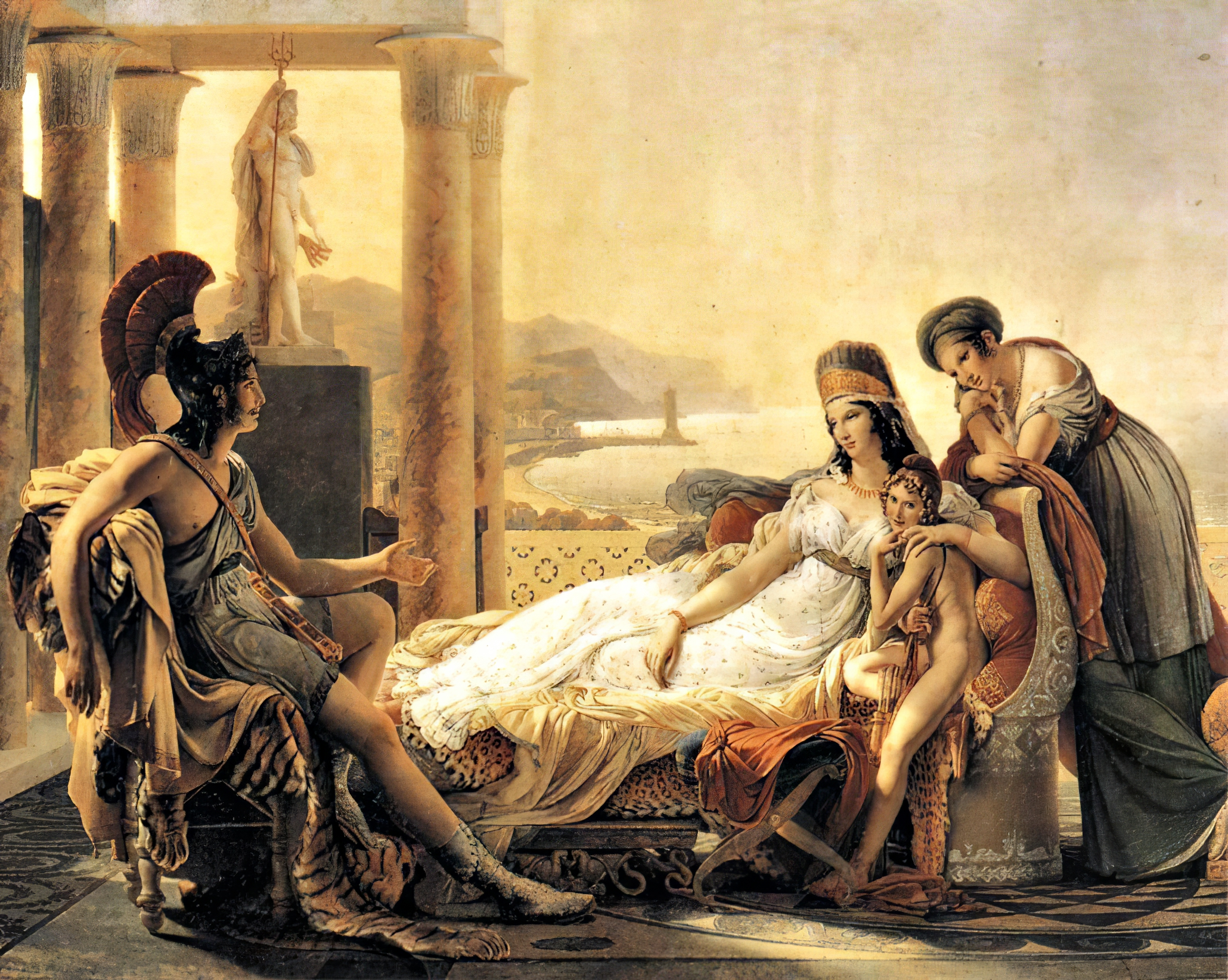
Еней розповідає Дідоні про падіння Трої, 1815 рік.
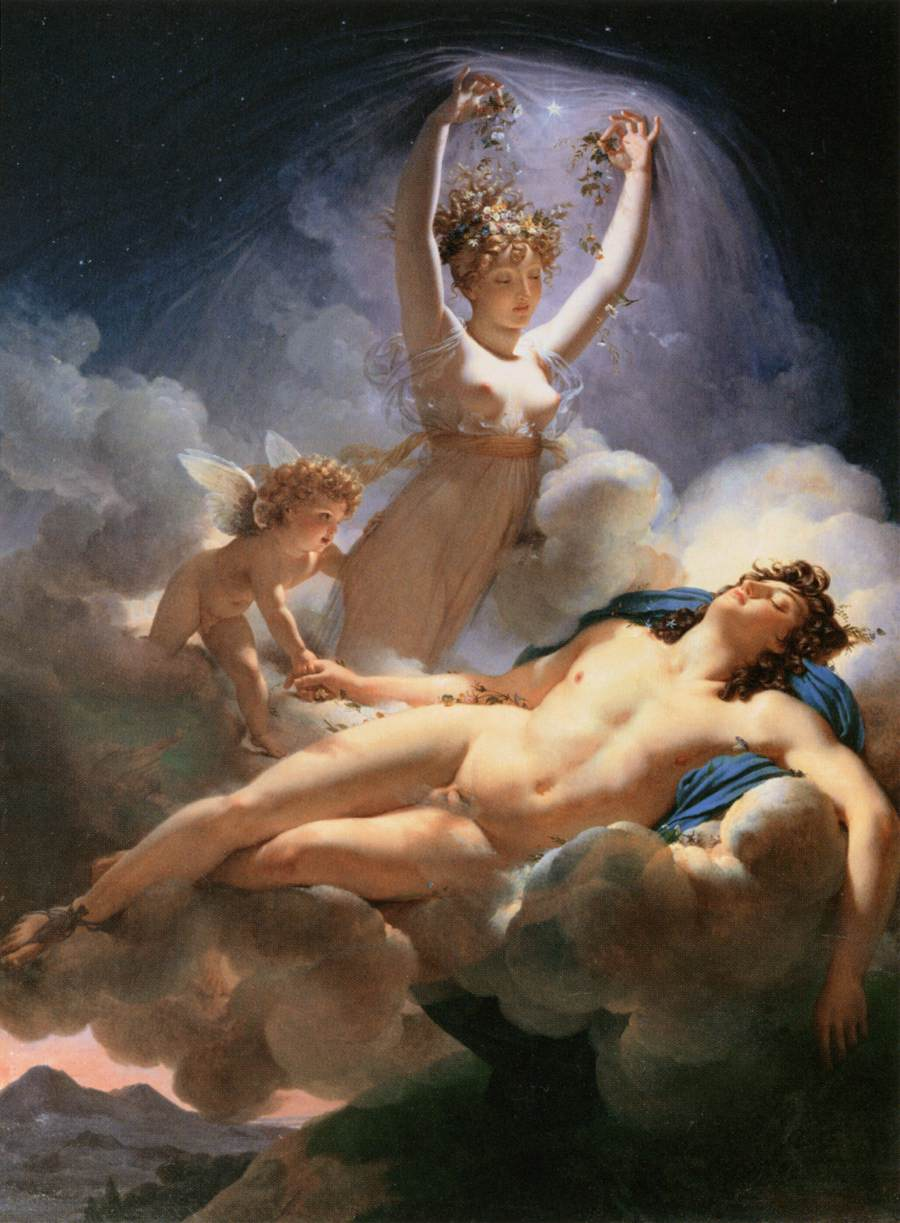
Аврора та Кефал. Лувр
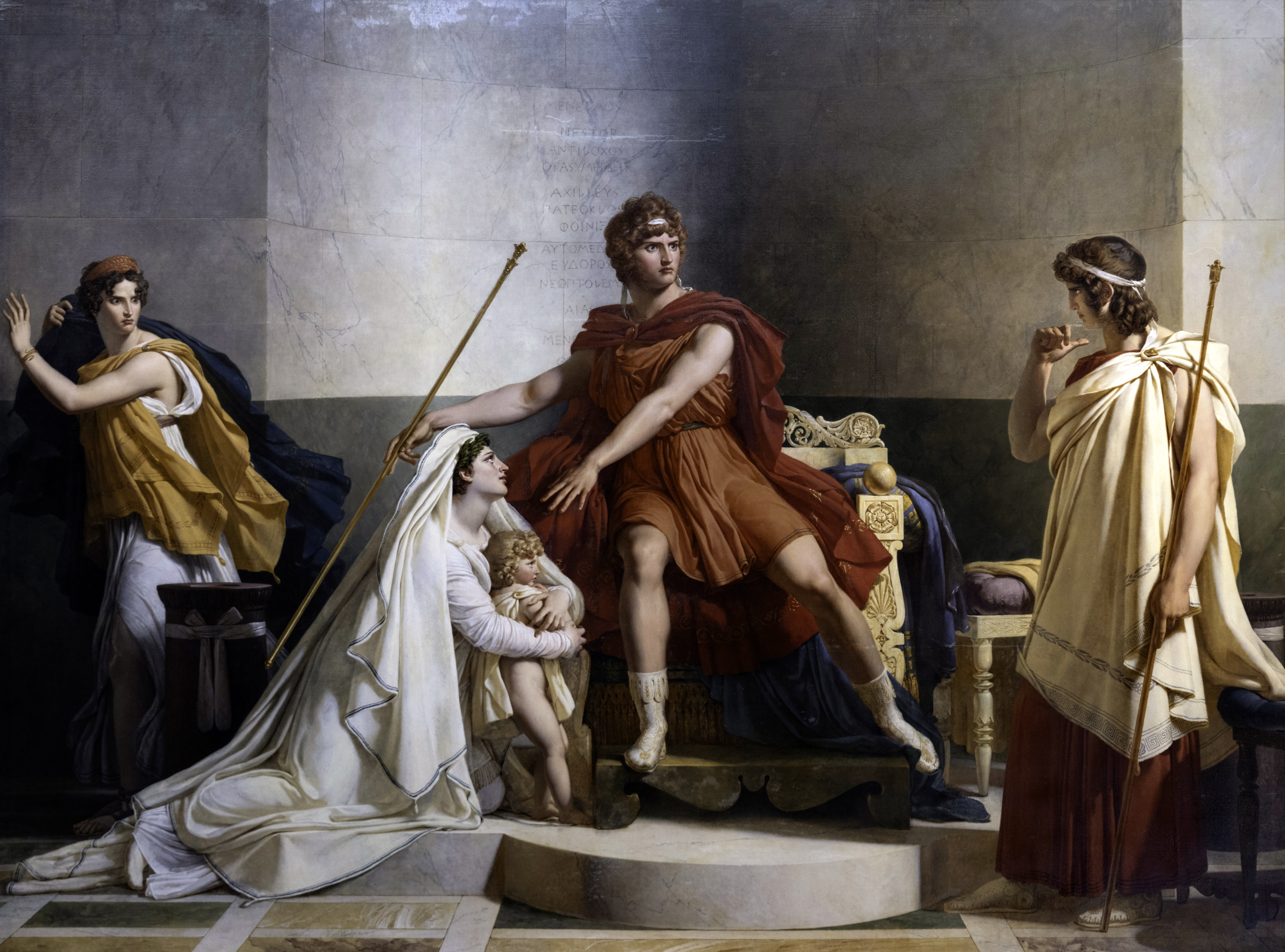
Андромаха та Пірр. Картина трагедії Расіна «Андромаха». Лувр
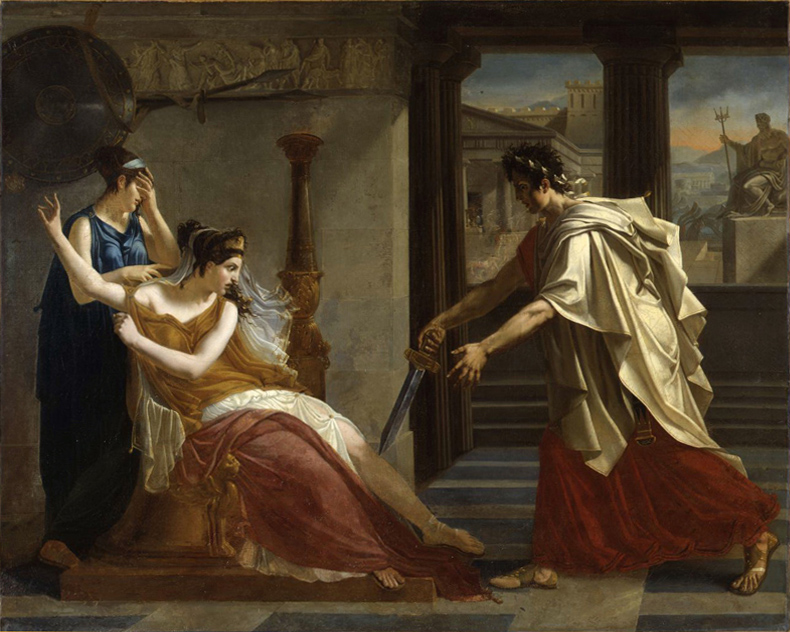
Герміона та Орест. Картина трагедії Расіна «Андромаха». Музей образотворчих мистецтв Кана
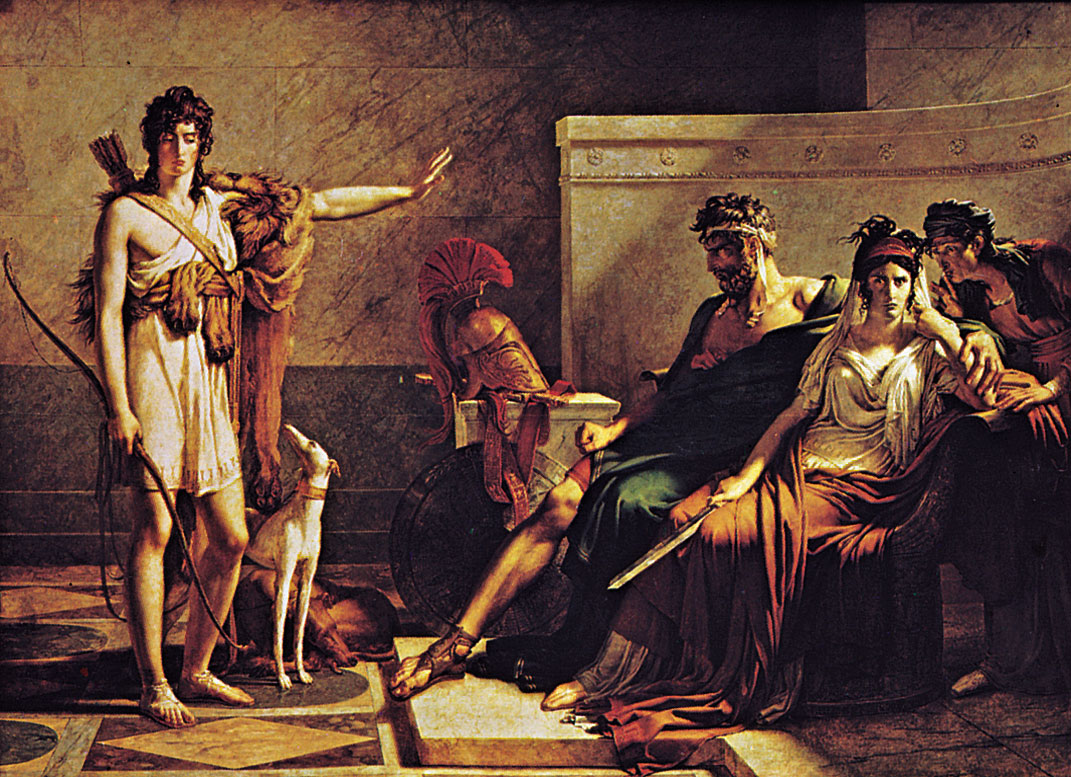
Федра та Іпполіт. Лувр
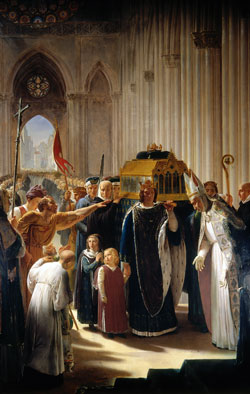
Похорон Людовіка IX Святого
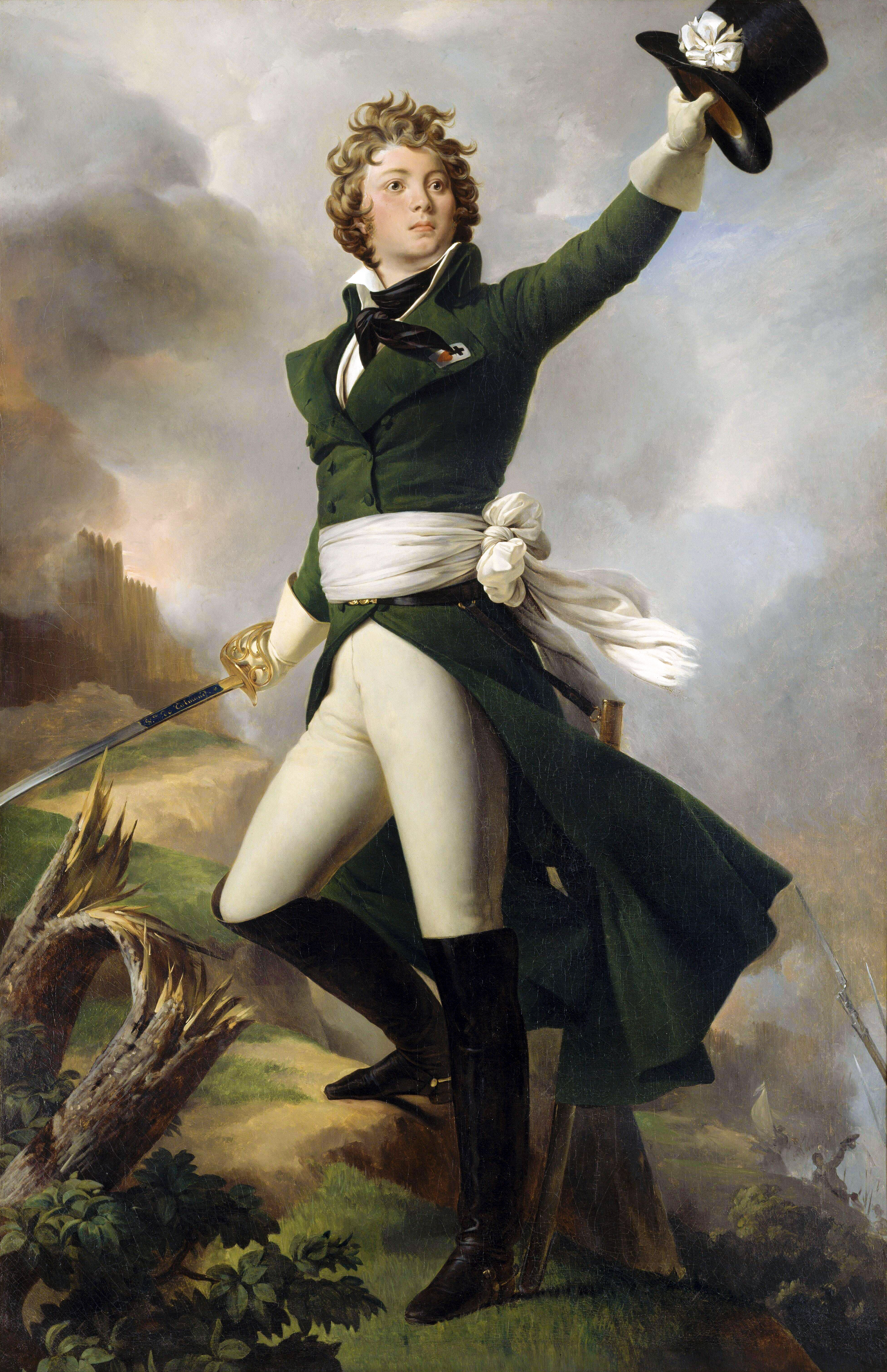
Портрет одного з вождів вандейських роялістів князя Тальмона. Музей історії та мистецтв у Шоле
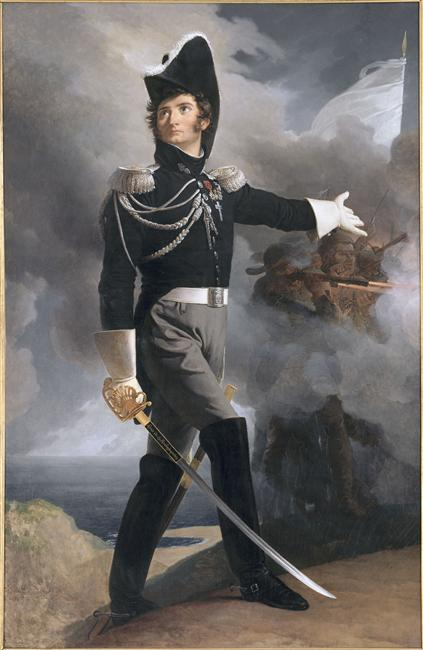
Портрет одного з вождів вандейських роялістів, Луї де Ларошжаклена, брата Анрі де Ларошжаклена. Музей історії та мистецтв у Шоле
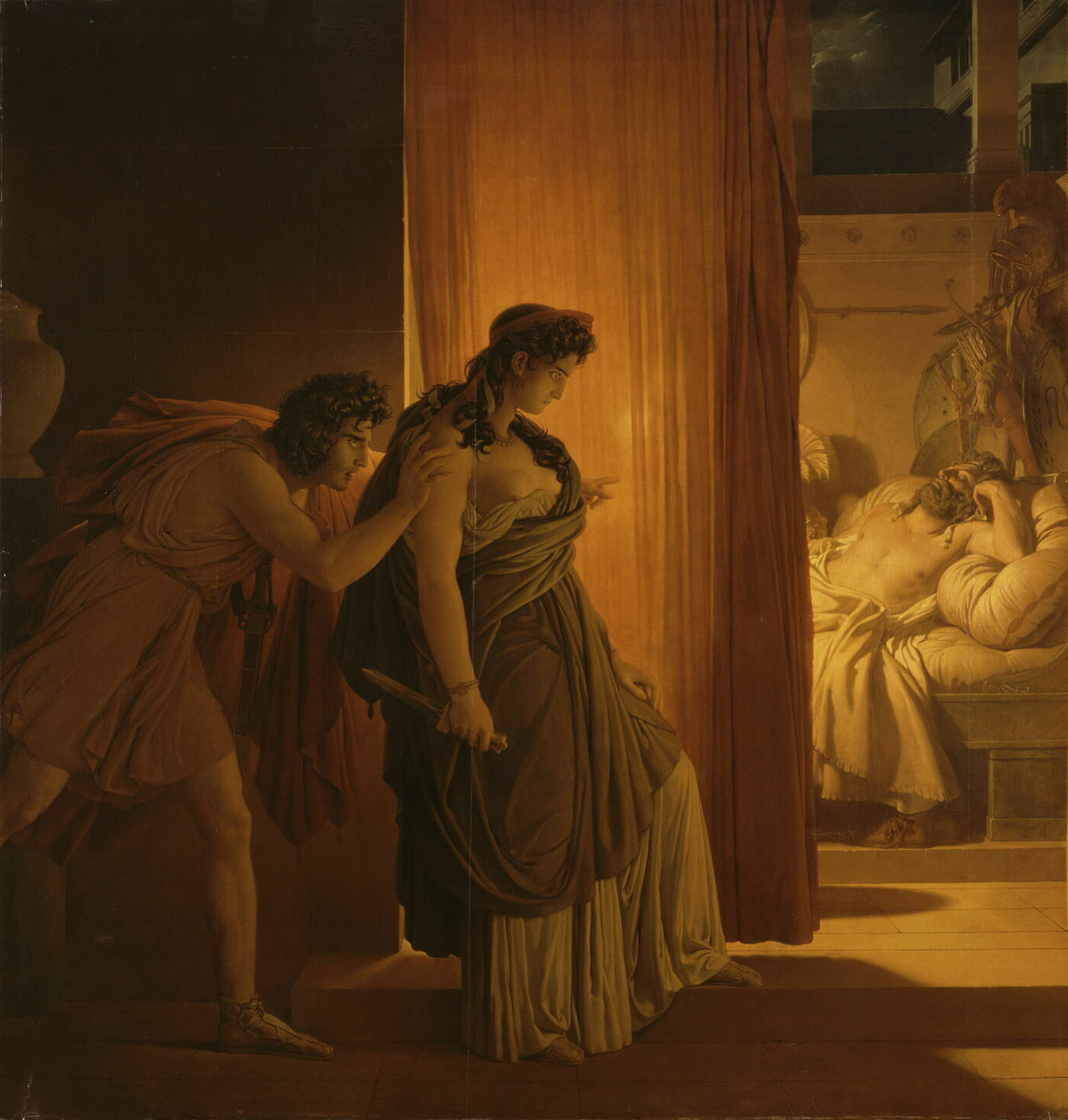
Клітемнестра. Лувр
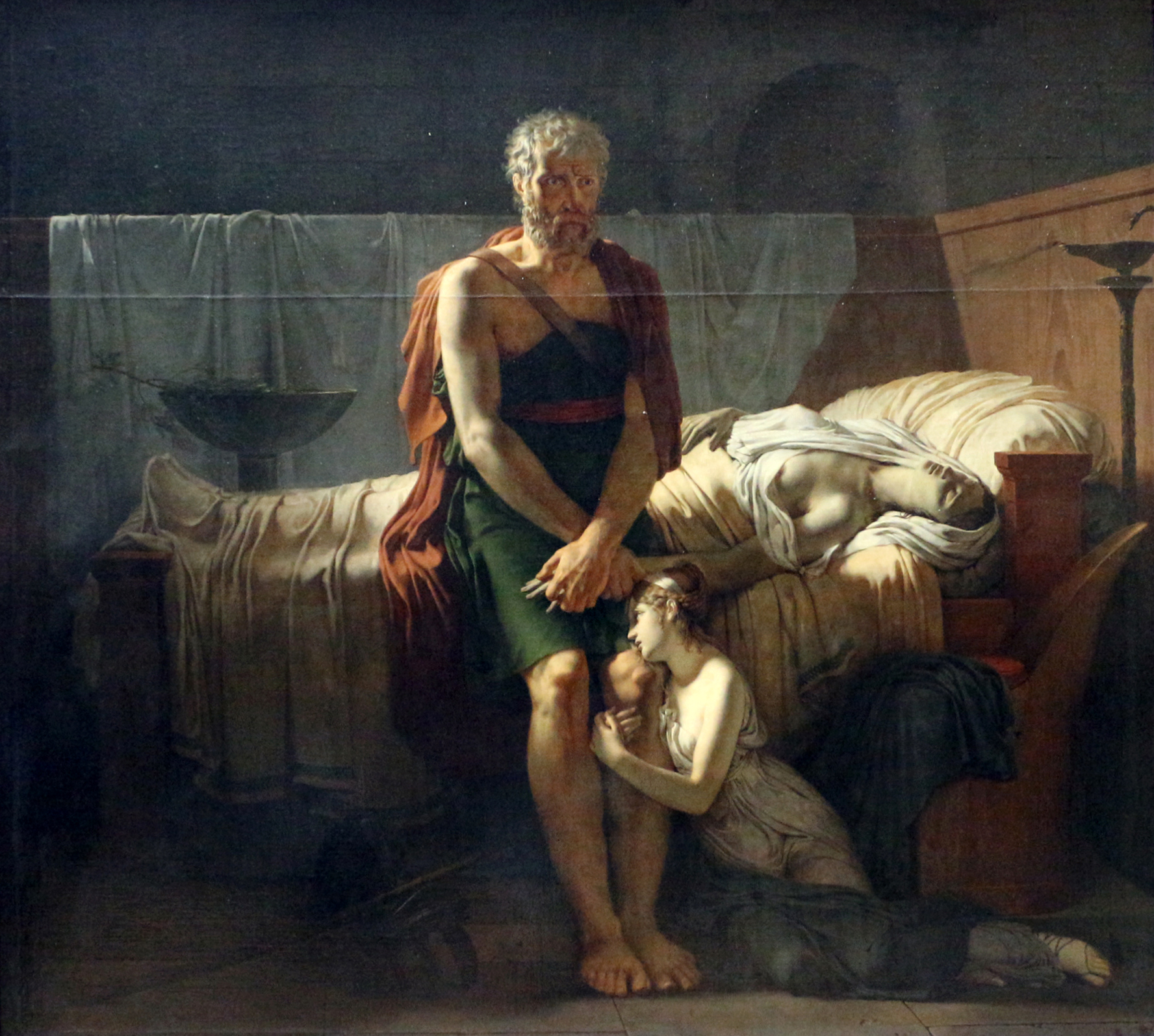
Повернення Марка Секста. Лувр
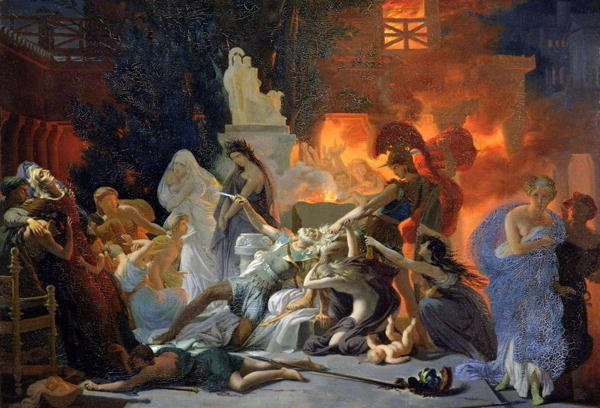
Загибель Пріама. Музей образотворчих мистецтв в Анжері
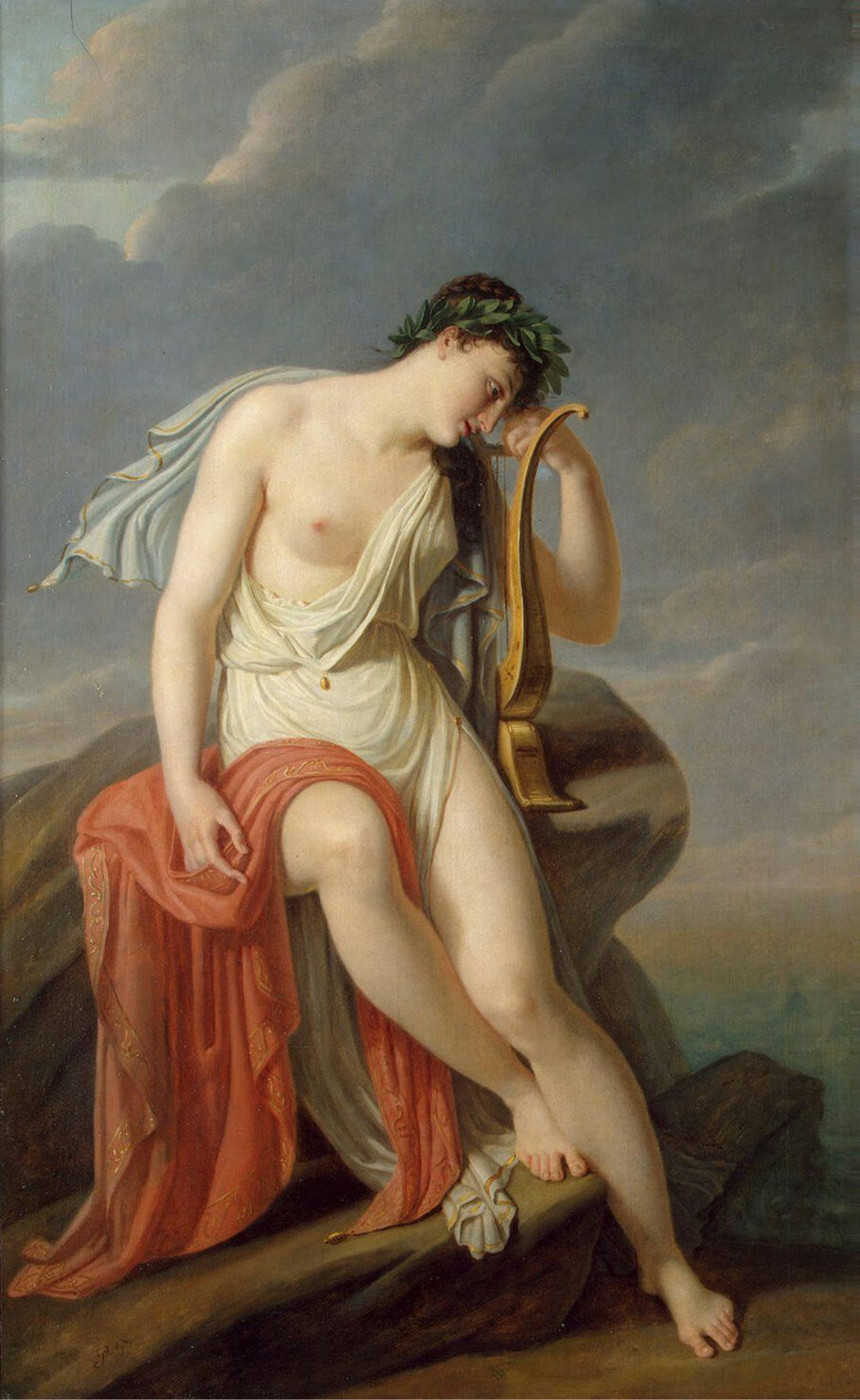
Сафо на Левкадській скелі. Ермітаж
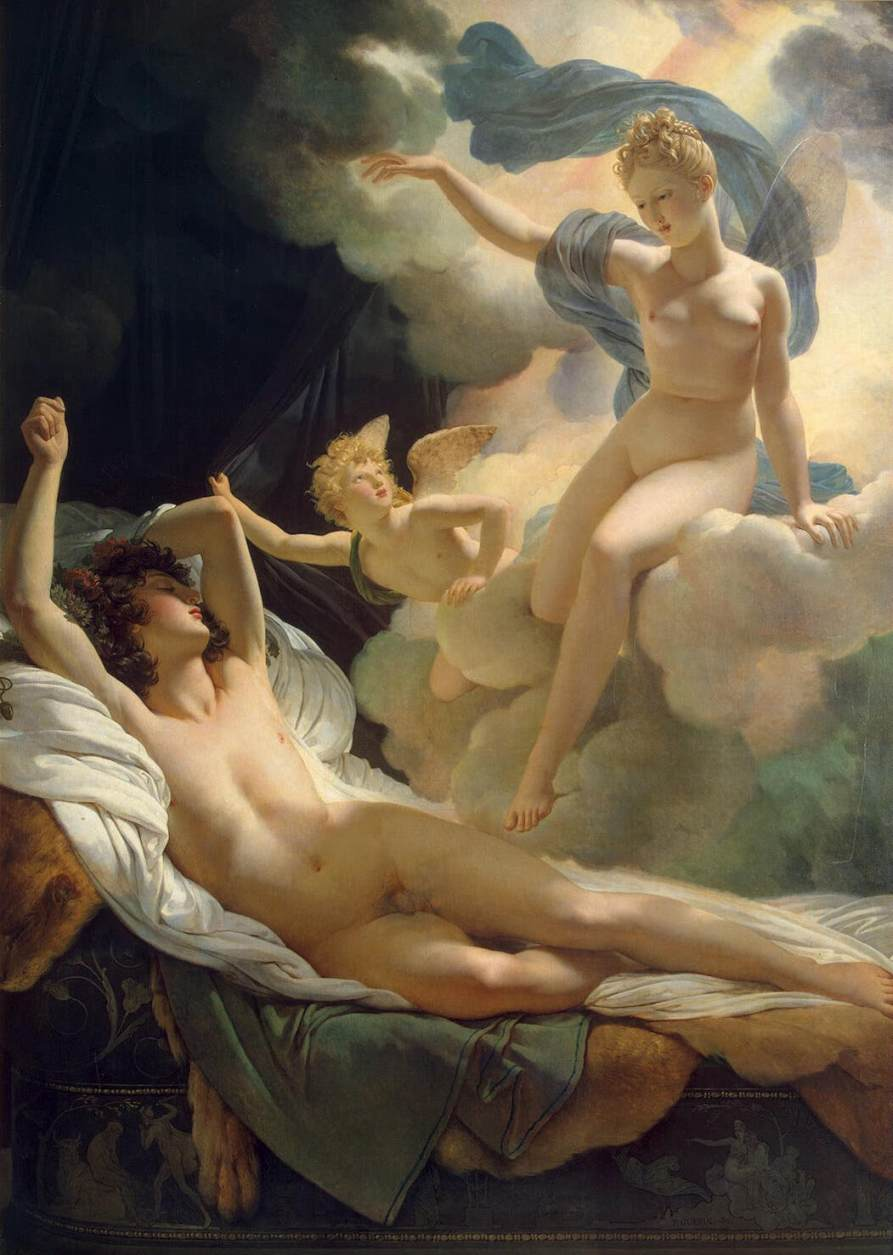
Морфей та Ірис, Ермітаж (1811)